# The Amazing Spider-Man (film)
The Amazing Spider-Man är en amerikansk superhjältefilm från 2012 om Spider-Man, den fjärde filmen baserad på Marvel-figuren och en omstart på Sam Raimis trilogi. I rollerna ses Andrew Garfield som tar över titelrollen efter Tobey Maguire, Emma Stone spelar som Gwen Stacy och Rhys Ifans som Dr. Curt Connors.
The Amazing Spider-Man är regisserad av Marc Webb efter ett manus av James Vanderbilt medan Alvin Sargent och Steve Kloves finjusterade manuset. Laura Ziskin, Avi Arad och Matt Tolmach har producerat filmen i samarbete med Marvel Entertainment för Columbia Pictures. Den hade biopremiär den 3 juli 2012 i USA och Sverigepremiär samma dag. Några länder i Europa premiärvisades den 29 juni 2012. Filmen kan ses i 2D, 3D och IMAX 3D. 
Filmen släpptes på DVD och Blu-ray den 9 november 2012 och är tillåten från 11 år. 
En uppföljare släpptes under 2014 och Marc Webb regisserade återigen.

## Handling
Som de flesta tonåringar försöker Peter Parker komma på vem han är och hur han blev den personen han är idag. I sin resa för att sätta ihop alla delar av sitt förflutna upptäcker han en hemlighet som hans far har haft, en hemlighet som till slut formade hans öde som Spider-Man.

## Rollista (i urval)
- Andrew Garfield – Peter Parker / Spider-Man[6]
  - Max Charles – Peter Parker som barn

När Peters föräldrar försvann för 13 år sedan, växte han upp hos sin farbror och faster. En dag när han hittar en mystisk portfölj, finner han en ledtråd om sina föräldrar, som leder honom till Oscorp och hans pappas forna kollega, Dr. Curt Connors.
- Emma Stone – Gwen Stacy[7]

Jobbar på Oscorp och är Peter Parkers flickvän.
- Rhys Ifans – Dr. Curt Connors / The Lizard[8]

Gwens mentor och forskare som jobbar på Oscorp samt Peters pappas forna kollega. Hans alter ego är The Lizard.
- Denis Leary – George Stacy[9]

Gwens pappa och New York City Police Departments kapten. Det är han som leder jakten på Spider-Man.
- Campbell Scott – Richard Parker[10]

Peter Parkers pappa som försvann för 13 år sedan.
- Irrfan Khan – Dr. Rajit Ratha[11]

Direktör på Oscorp.
- Martin Sheen – Ben Parker[12]

Peter Parkers farbror.
- Sally Field – May Parker[13]

Peter Parkers faster.
- Embeth Davidtz – Mary Parker[14]

Peter Parkers mamma som försvann för 13 år sedan.
- Chris Zylka – Eugene "Flash" Thompson[15]

Peter Parkers ärkefiende som hela tiden mobbar Peter, men samtidigt idoliserar hans alter ego, Spider-Man.
C. Thomas Howell spelar en byggarbetare vars son blir räddad av Spider-Man. Hanna Marks spelar Missy Kallenback, en impopulär flicka som är förtjust i Peter Parker. Kelsey Chow spelar Sally Avril, en flicka som går i samma skola som Peter Parker.
Spider-Mans skapare, Stan Lee har en cameo i filmen liksom han hade i de tidigare filmerna, han spelar en bibliotekarie.
Till skillnad från de tidigare filmerna är inte J. Jonah Jameson med i filmen. Inte heller Mary Jane Watson är med.

## Om filmproduktionen

### Utvecklingsarbetet
Det var tänkt att filmen, under titeln Spider-Man 4, skulle komma på bio under 2011, men filmen avbröts på grund av att Sam Raimi och Tobey Maguire drog sig ur projektet. Det sägs att Raimi ville att John Malkovich skulle spela skurken Vulture och Anne Hathaway Felicia Hardy, och hon hade inte förvandlats till Black Cat som i serierna. Istället hade hon blivit till den nya figuren Vulturess. Sony ville inte ha Vulture som skurk, eftersom de tyckte att det inte var en tillräckligt populär skurk och det har även rapporterats att Sam Raimi har sagt att han inte hinner med Sonys önskedatum för release under sommaren 2011 och samtidigt göra en bra film. Den 12 januari 2010 meddelades att det istället blir en omstart med en ny regissör och nya skådespelare. Sony anlitade Marc Webb som regissör och James Vanderbilt som manusförfattare. De anlitade också Alvin Sargent och Steve Kloves som finjusterade manuset. Laura Ziskin, Avi Arad och Matt Tolmach producerade filmen och Stan Lee, Kevin Feige och Michael Grillo var exekutiva producenter.

### Pre-produktionen
Andrew Garfield fick rollen som Spider-Man den 1 juli 2010. Andra skådespelare som var tänkta för rollen var: Taylor Lautner, Josh Hutcherson, Joseph Gordon-Levitt, Logan Lerman, Robert Pattinson, Jamie Bell, Daniel Radcliffe, Michael Angarano, Michael Cera, Alden Ehrenreich, Zac Efron, Aaron Johnson, Xavier Samuel, Jim Sturgess och Anton Yelchin.
Den 5 oktober 2010 blev det klart att Emma Stone skulle spela Gwen Stacy och den 13 oktober 2010 blev det klart att Rhys Ifans skulle spela skurken The Lizard. I november 2010 blev det klart att Martin Sheen skulle spela Farbror Ben och Sally Field som Faster May. Samma månad blev det klart att Denis Leary skulle spela George Stacy. I december 2010 blev det klart att Campbell Scott och Julianne Nicholson skulle spela Peters föräldrar och Irrfan Khan skurken Van Adder men figurens namn visade sig vara Dr. Ratha. Julianne Nicholson hoppade av och Embeth Davidtz tog över rollen som Peters mamma. Annie Parisse skulle spela Dr. Connors fru Martha och Miles Elliot sonen Billy, men de scenerna klipptes bort i filmen.

### Filmandet och specialeffekterna
Filmen filmades i 3D med en RED Epic kamera och filmningen började den 6 december 2010 i Los Angeles. Filmningen pågick i 90 dagar och den största delen av filmandet skedde i Los Angeles, men i New York filmade man i två veckor.
Stuntmännen i filmen inkluderade Armstrongfamiljen, Vic Armstrong och Andy Armstrong tillsammans med Richard Norton. Det har rapporterades att Garfield var involverad i vissa av stunten också.
Filmen kan ses i 2D, 3D och IMAX 3D.

### Post-produktionen
Post-produktionen började i april 2011. Men man filmade om på vissa platser i New York och i Los Angeles.

### Musik
James Horner komponerade filmmusiken och ett album släpptes den 3 juli 2012. Filmen innehåller också musik av Coldplay, The Shins, Phantom Planet och Amy Ray.

### Låtlista
Alla låtar är komponerade av James Horner om inget annat namn anges. 
Albumet släpptes av Sony Classical.
1. "Main Title - Young Peter" (James Horner) – 4:54
2. "Becoming Spider-Man" (James Horner) – 4:16
3. "Playing Basketball" (James Horner) – 1:22
4. "Hunting for Information" (James Horner) – 2:07
5. "The Briefcase" (James Horner) – 3:14
6. "The Spider Room - Rumble in the Subway" (James Horner) – 3:20
7. "Secrets" (James Horner) – 2:30
8. "The Equation" (James Horner) – 4:22
9. "The Ganali Device" (James Horner) – 2:28
10. "Ben's Death" (James Horner) – 5:41
11. "Metamorphosis" (James Horner) – 3:04
12. "Rooftop Kiss" (James Horner) – 2:34
13. "The Bridge" (James Horner) – 5:15
14. "Peter's Suspicions" (James Horner) – 3:01
15. "Making a Silk Trap" (James Horner) – 2:52
16. "Lizard at School!" (James Horner) – 2:57
17. "Saving New York" (James Horner) – 7:52
18. "Oscorp Tower" (James Horner) – 3:22
19. "I Can't See You Anymore" (James Horner) – 6:50
20. "Promises - End Titles" (James Horner) – 4:52

## Marknadsföring

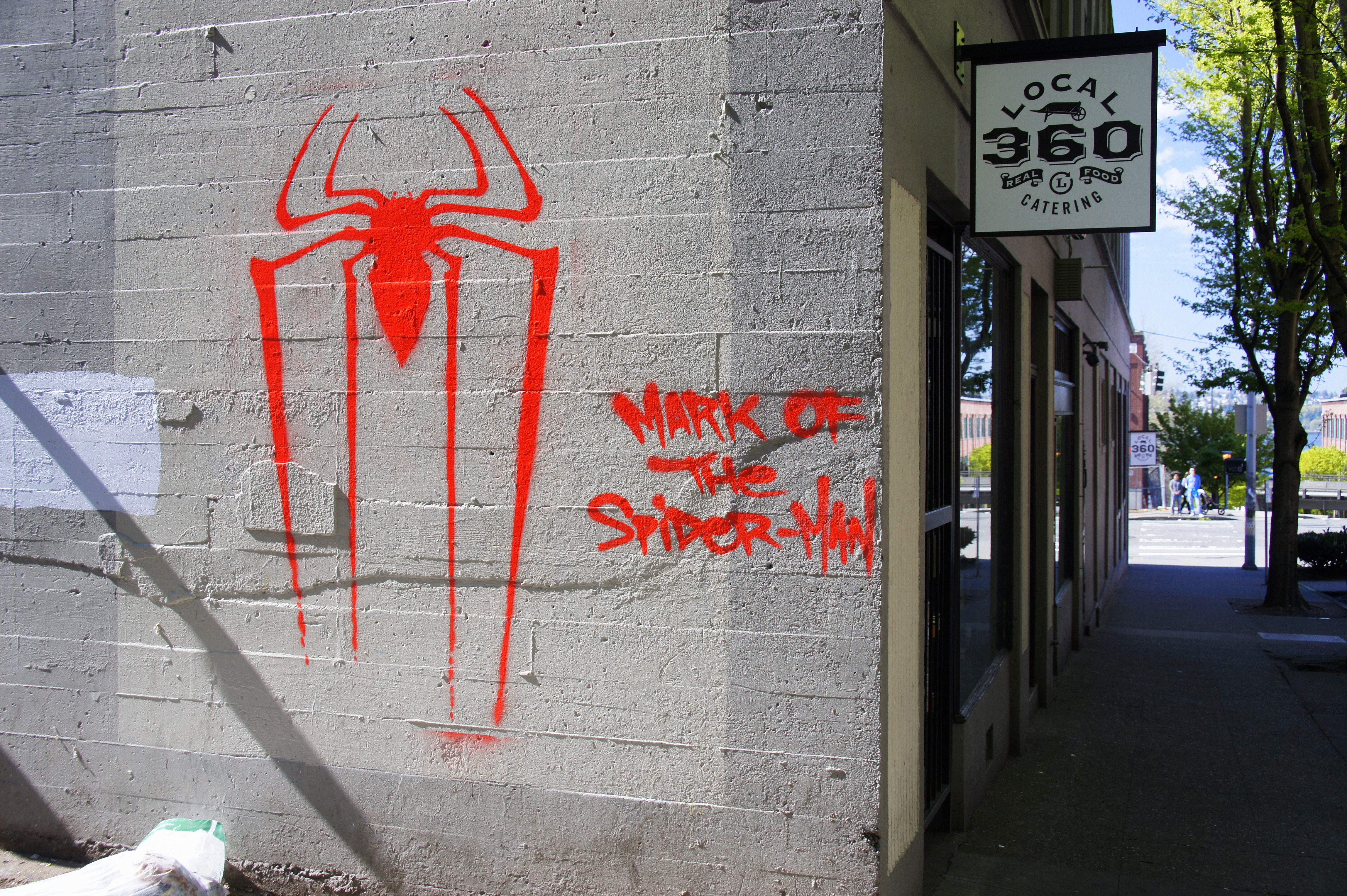
Graffiti i Seattle, Washington, gjort av operatörer för den virala kampanjen.

I februari 2011, efter lanseringen av den officiella hemsidan och titeln av filmen, visades den första bilden på Andrew Garfield som Spider-Man.
Filmens första trailer kunde ses online från den 20 juli 2011. En smyggtitt av The Amazing Spider-Man visades den 6 februari 2012 i Berlin, London, Los Angeles, Madrid, Mexico City, Moskva, New York, Paris, Rio de Janeiro, Rom, Seoul, Sydney och Tokyo. Det man fick se var den andra trailern till filmen som visades i 3D, trailern dök därefter upp på nätet. Den virala kampanjen startade den 7 februari 2012 då några uppmärksamma tittare hittade hemlig länk i slutet av den andra trailern. En tredje trailer släpptes den 3 maj 2012 på Itunes.
Två långa trailers har släppts. En fyra minuter trailer visades vid premiären av programmet America's Got Talent på kanalen NBC och den andra långa trailern, som var sex minuter, visades i 3D vid premiären av Men in Black III.

### TV-spel
Ett TV-spel baserat på filmen släpptes den 26 juni 2012 i USA till PlayStation 3, Xbox 360, Wii, Nintendo DS och Nintendo 3DS. I Europa släpptes spelet den 29 juni 2012. Den 10 augusti 2012 släpptes spelet till Microsoft Windows.
Spelet är utvecklat av Beenox, utvecklingsteamet bakom de två senaste Spider-Man spelen, Spider-Man: Shattered Dimensions och Spider-Man: Edge of Time, och utgivet av Activision. Seamus Kevin Fahey har skrivit spelet och det utspelar sig efter händelserna i filmen.
Den 28 juli 2012 släppte Gameloft spelet till Iphone, Ipad och till Android-enheter.

## Mottagande
The Amazing Spider-Man fick mestadels positiva recensioner från flera filmkritiker.
Empire gav filmen 3 av 5 i betyg och beskrev den som: "En unik serietidningsfilm som är bättre på att granska relationer än superhjältism." The Guardian gav filmen 4 av 5 i betyg och beskrev den som: "Marc Webbs framgångsrika sammansättning av action och känslor, ihop med en fantastisk prestation av Andrew Garfield, gör denna Spider-Man till ett imponerande nöje."
Rotten Tomatoes rapporterade att 73 procent, baserat på 263 recensioner, hade gett filmen en positiv recension och satt ett genomsnittsbetyg på 6,7 av 10. På Metacritic nådde filmen genomsnittsbetyget 66 av 100, baserat på 42 recensioner.

### Recensioner i Sverige
MovieZine gav filmen 4 av 5 i betyg och beskrev den som: "Den uppdaterade, mörka stilen passar mer än väl. Rebooten av den välkände superhjälten har allt man förväntar sig av en blockbuster, men det som imponerar mest är Marc Webbs personregi och Andrew Garfields mångbottnade karaktär. Det finns bara ett ord att beskriva nye Spider-Man: Amazing!" Ciné gav också filmen 4 av 5 i betyg och beskrev den som: "Att Marc Webb lyckas underhålla de mest primitiva och samtidigt ställa frågor som får filosofiprofessorer att börja grubbla, är inget annat än en fantastisk framgång."
Urval av tidningars betyg på filmen:
- Aftonbladet – 3/5[73]
- Dagens Nyheter – 2/5[74]
- Göteborgs-Posten – 3/5[75]
- Svenska Dagbladet – 2/6[76]
- Sydsvenskan – 3/5[77]
- Upsala Nya Tidning – 4/5[78]

## Intäkter
I Indien slog filmen rekord som den bästa premiären någonsin för en Hollywoodfilm.
Filmen slog rekord för en tisdagspremiär med sina 35 miljoner dollar i USA under öppningsdagen, och tar därmed förstaplatsen från Tranformers som 2007 drog in 27,9 miljoner dollar. Den spelade in 140 miljoner dollar under premiärveckan i USA och i övriga världen 201 miljoner. Sammanlagt blev resultatet 341 miljoner dollar. Filmen är den tredje mest inkomstbringande filmen 2012 i hela världen.
134 000 personer såg filmen i Sverige när den hade premiär.